# Laguna di Berre
La laguna di Berre (in francese étang de Berre; in provenzale estanh o mar de Bèrra secondo la norma classica, estang o mar de Berro secondo la norma mistraliana) è una riserva d'acqua salmastra francese nei pressi del mar Mediterraneo ad ovest della città di Marsiglia.
Riceve acque dolci dai fiumi Arc, Touloubre e Cadière, ma l'apporto principale è dato dal Mediterraneo attraverso il canale di Caronte (noto anticamente come Corrento). Il suo bacino ammonta a 1.700 chilometri quadrati.
Dal 1966 riceve anche parte delle acque della Durance per mezzo del canale della Durance, costruito dall'EDF: questo canale ha avuto l'effetto di aumentare l'ingresso di acqua dolce. La salinità è scesa così da 31 g/l nei primi anni sessanta del XX secolo a 15 g/l nel 2009, alterando l'ecosistema della laguna.
Il canale da Marsiglia al Rodano porta anch'esso acqua dolce dal Rodano alla laguna di Berre, attraverso il più antico e tuttora funzionante canale da Arles a Fos, ma il canale di Rove, la porzione che dovrebbe drenare le acque verso il porto dell'Estaque di Marsiglia, è interrotto da una frana occorsa nel 1963.

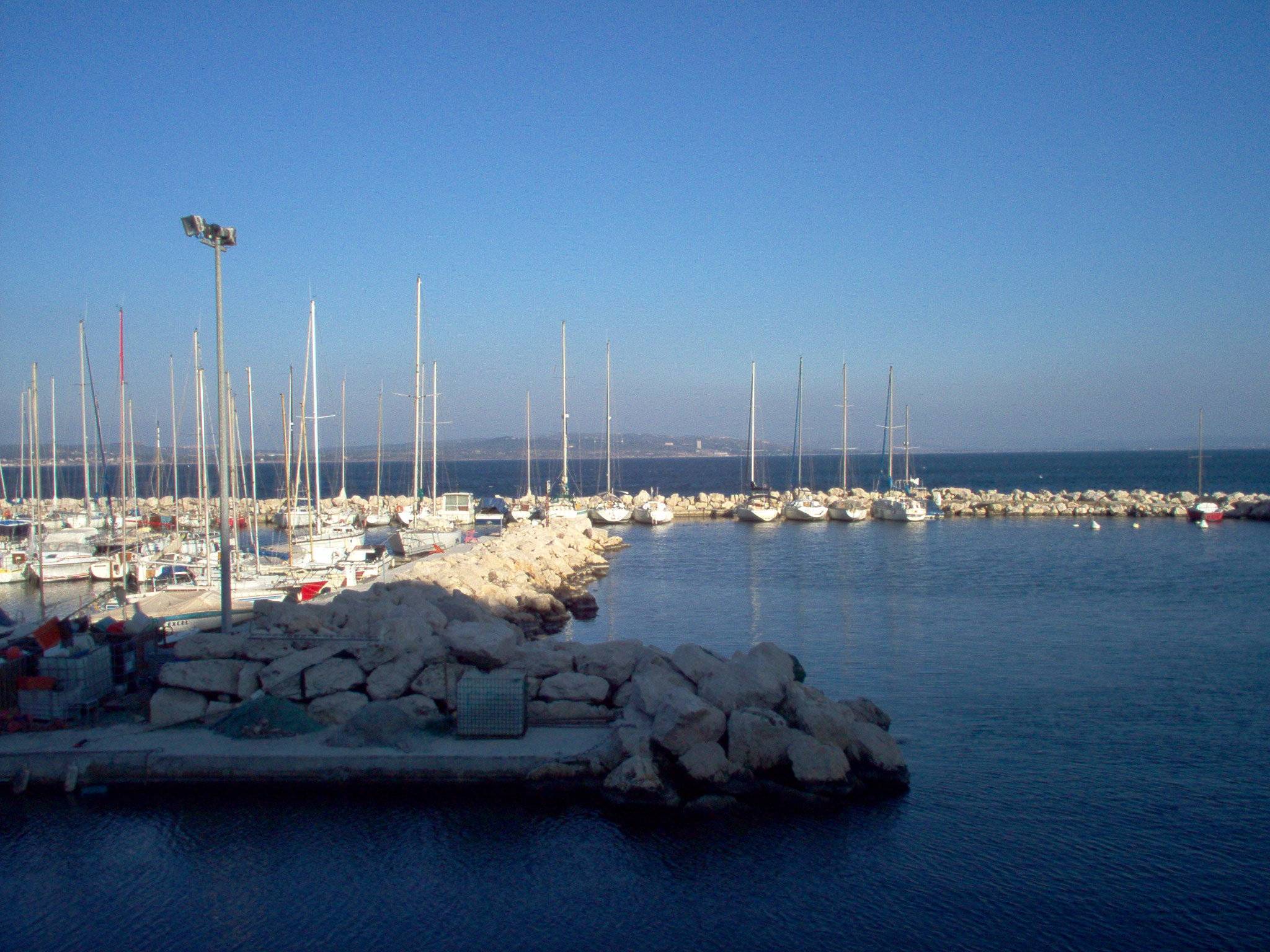
Il porto di Istres, che si affaccia sulla laguna di Berre.

I comuni che si affacciano sulla laguna sono: Istres, Miramas, Saint-Chamas, Berre-l'Étang, Rognac, Vitrolles, Marignane, Châteauneuf-les-Martigues, Martigues et Saint-Mitre-les-Remparts.